# Ferrovia della Lika
La ferrovia della Lika (in croato: Lička pruga), ufficialmente parte della linea ferroviaria M604, è una ferrovia non elettrificata a binario unico lunga 220 km che collega la linea Zagabria-Fiume con il nodo ferroviario di Tenin. Si snoda per lo più attraverso la regione della Lika. La ferrovia M604 è l'unico collegamento ferroviario operativo tra la Croazia continentale e la Dalmazia, in particolare i porti di Spalato, Zara (attraverso la M606) e Sebenico (con la M607). La ferrovia della Lika, terminata nel 1925, è una parte fondamentale di questo collegamento infrastrutturale. La linea M604 va da Oštarije/Ogulin sulla ferrovia Zagabria-Fiume, passando per Tenin, fino al capolinea di Spalato. La sua lunghezza totale è di 320 km. Storicamente, il tratto Tenin-Spalato della linea M604, molto più vecchio (costruito nel 1888), era noto come "linea ferroviaria dalmata". 

## Storia
| Tratta          | Inaugurazione   |
| --------------- | --------------- |
| Oštarije–Plaški | 14 ottobre 1914 |
| Plaški–Vrhovine | 12 giugno 1918  |
| Vrhovine–Gospić | 23 marzo 1920   |
| Gospić–Gračac   | 15 giugno 1922  |
| Gračac–Tenin    | 25 luglio 1925  |

## Caratteristiche

### Percorso
|  | Unknown route-map component "STR+l" | Unknown route-map component "CONTfq" |

| Station on track |

| Unknown route-map component "CONTgq" | Junction both to and from right |  |

| Unknown route-map component "bWBRÜCKE1" |

| Stop on track |

| Station on track |

| Stop on track |

| Stop on track |

| Unknown route-map component "bWBRÜCKE1" |

| Station on track |

| Station on track |

| Station on track |

| Small non-passenger station on track |

| Small non-passenger station on track |

| Station on track |

| Enter and exit tunnel |

| Stop on track |

| Station on track |

| Unknown route-map component "SKRZ-Ao" |

| Stop on track |

| Station on track |

| Station on track |

| Unknown route-map component "bWBRÜCKE1" |

| Station on track |

| Unknown route-map component "bWBRÜCKE1" |

| Unknown route-map component "exGRZq" + Unknown route-map component "eZOLL" |

| Stop on track |

| Unknown route-map component "bWBRÜCKE1" |

| Station on track |

| Stop on track |

| Stop on track |

| Station on track |

| Unknown route-map component "SKRZ-Au" |

| Unknown route-map component "bWBRÜCKE1" |

| Stop on track |

| Stop on track |

| Stop on track |

| Unknown route-map component "bWBRÜCKE1" |

| Station on track |

| Stop on track |

| Stop on track |

| Station on track |

| Stop on track |

| Stop on track |

| Stop on track |

| Station on track |

| Stop on track |

| Unknown route-map component "bWBRÜCKE1" |

| Unknown route-map component "CONTgq" | Unknown route-map component "ABZg+rxl" | Unknown route-map component "exCONTfq" |

| Station on track |

| Continuation forward |